# 光辉乡 (广安市)
光辉乡，是中华人民共和国四川省广安市前锋区曾经下辖的一个乡。2019年12月，撤销光辉乡，将原光辉乡中村村、鹤嘴村、光辉村、民生村、车坝村、来龙村、梭石村、花门村、柏林村所属行政区域划归广兴镇管辖。将原光辉乡五星村、蜂岩村、内槽村、高岭村所属行政区域划归龙滩镇管辖。

## 行政区划
光辉乡撤销前下辖以下地区：
中村、鹤咀村、光辉村、民生村、来龙村、车坝村、柏林村、花门村、梭石村、高岭村、内槽村、五星村和蜂岩村。